# Skive Kirke
Skive Kirke (Den røde kirke) er Skives "nye kirke". Den er opført i 1896-1898.
I begyndelsen af 1800-tallet blev middelalderkirken i nabobyen Nykøbing revet ned. I Skive var der tilsvarende planer, men i 1887 blev der fundet kalkmalerier i Vor Frue Kirke (Den hvide kirke), og Skives gamle kirke fik lov at blive stående.
Apoteker Norgaard og hans hustru tog initiativ til, at byen fik en ny og større kirke. Denne kirke blev bygget lige ved siden af den gamle kirke. I årene lige efter 1898 fandt de almindelige gudstjenester sted i den nye kirke, mens den gamle kirke fungerede som gravkapel. Fra 1930'erne har der været gudstjenester i begge kirker. Skive Kirke vender i øvrigt "forkert" i modsætning til Vor Frue Kirke, der som de fleste andre kirker vender øst/vest.
De to kirker har fælles menighedsråd, og de ligger begge i Skive Sogn.